# Лукас Краглієвич
Лукас Краглієвич (ісп. Lucas Kraglievich; 3 серпня 1886, Балькарсе — 13 березня 1932, Буенос-Айрес) — аргентинський палеонтолог, який займався вивченням викопних ссавців. Він вивчав інженерію в Університеті Буенос-Айреса, але кинув навчання, не закінчивши його. Палеонтологія була його покликанням, і він був вірний їй до останнього дня. Він був сучасником Амегіно і працівником Музею природознавства в Буенос-Айресі, яким він зрештою став керувати 1921 року. Він також очолював Аргентинське товариство природничих наук два терміни поспіль.
Серед його найвидатніших досягнень — відкриття 28 нових родин і підродин, понад 80 родів і підродів і 250 видів і підвидів ссавців.
Він був об'єктом політичного переслідування з боку диктатури Хосе Фелікса Урібуру, тому 11 січня 1931 року оселився в уругвайській столиці Монтевідео. Його відкриття в цій країні були численними, частиназ них знаходиться в Музеї природничої історії Монтевідео. Його останньою письмовою роботою був «Посібник з палеонтології Ла-Плати», який йому вдалося закінчити, незважаючи на параліч, викликаний хворобою, завдяки допомозі його дружини Франсіски та тодішнього директора Музею природничої історії Монтевідео Гарібальді Х. Девінченці. Він помер у Буенос-Айресі. Похований в пантеоні Аргентинського наукового товариства на кладовищі Реколета.